# جيري روزاريو
جيري روزاريو (بالإنجليزية: Jerry Rosario)‏ هو محامي هندي، ولد في 2 أكتوبر 1952 في تاميل نادو في الهند.